# Jacques Stosskopf
Jacques Camille Louis Stosskopf (* 27. November 1898 in Paris; † 1. September 1944 im KZ Natzweiler-Struthof) war ein französischer Marineoffizier und Festungsbauleiter der französischen Marinebasis von Lorient. Während der deutschen Besetzung Frankreichs blieb er als scheinbarer Kollaborateur im Amt und arbeitete am Bau der großen U-Bootbunker im Hafen von Lorient für die deutsche Kriegsmarine mit. Gleichzeitig arbeitete er für den französischen Widerstand und wurde dafür 1944 hingerichtet.

## Leben und Karriere
Stosskopf, elsässischer Abstammung (und daher fließend deutsch sprechend), nahm ab 1917 in der französischen Armee am Ersten Weltkrieg teil und wurde mit dem Croix de guerre ausgezeichnet. Nach Kriegsende begann er ein Studium an der École polytechnique und verließ diese 1924 als Marinepionieroffizier. 1939 wurde er Leiter der Bauabteilung im Marine-Arsenal von Lorient.

## Besatzungszeit und Widerstand

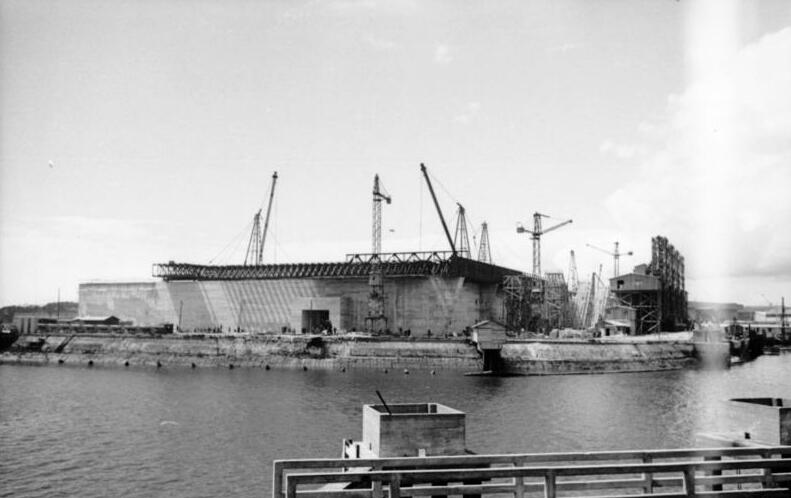
Keroman-3 im Bau 1942

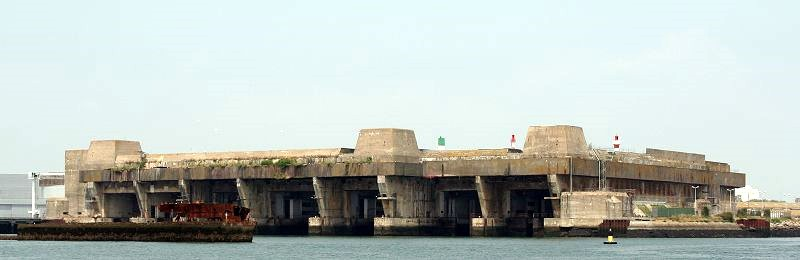
Der U-Bootbunker Keroman 3 in Lorient, heutiger Zustand

Nach der deutschen Besetzung Frankreichs 1940 blieb er auf seinem Posten und wurde von den deutschen Marineverwaltung im Baubereich des Kriegshafens Lorient (U-Boot-Basis) weiterbeschäftigt.
Unter dem Deckmantel der Kollaboration wurde er als Widerstandskämpfer innerhalb der Gruppe Réseau Alliance tätig und übermittelte dieser regelmäßig die Namen der ein- und auslaufenden U-Boote sowie Details der Bunkerkonstruktion (Bunker Keroman 1–3).

## Tod und Posthumes
Nach seiner Denunziation durch einen von der Gestapo gefangenen Alliance-Kämpfer, der unter Folter unter anderem seinen Namen genannt hatte, wurde Stosskopf am 21. Februar 1944 von der Gestapo festgenommen und ebenfalls gefoltert. 
Er wurde ins KZ Natzweiler-Struthof verschleppt (seine Angehörigen wurden nicht davon informiert) und dort am 1. September 1944 mit einem Genickschuss ermordet.
Nach 1945 benannte die französische Marine die bis 1997 dort weiterbetriebene U-Boot-Basis Lorient nach Stosskopf. 
Charles de Gaulle, damals Präsident der Provisorischen Regierung der Französischen Republik, ernannte Stosskopf am 25. Oktober 1945 posthum zum Kommandeur der Ehrenlegion, um seine Widerstandstätigkeit zu würdigen.